# Tournoi d'ouverture du championnat d'Argentine de football 2011
Navigation
Saison précédente Saison suivante
Le tournoi d'ouverture de la saison 2011 du Championnat d'Argentine de football est le premier tournoi semestriel de la 82e édition du championnat de première division en Argentine. Les vingt équipes sont regroupées au sein d'une poule unique où elles affrontent une fois chacun de leurs adversaires.
C'est le club de Boca Juniors qui remporte le tournoi après avoir terminé -invaincu- en tête du classement final, avec douze points d'avance sur un quatuor composé du Racing Club, de Vélez Sarsfield, du Belgrano (Córdoba) et du Colón (Santa Fe). C'est le 30e titre de champion d'Argentine de l'histoire du club.

## Qualifications continentales
Le vainqueur du tournoi Ouverture est qualifié pour la Copa Libertadores 2012. Un classement cumulé distribue les autres places en Libertadores et les 6 billets pour la Copa Sudamericana 2012.

## Les clubs participants
| \| Buenos Aires Santa Fe La Plata Mendoza Rosario Bahía Blanca Rafaela San Juan Córdoba \| Villes représentées lors de la saison 2011-2012 |
| Buenos Aires Santa Fe La Plata Mendoza Rosario Bahía Blanca Rafaela San Juan Córdoba                                                       |

- All Boys
- Argentinos Juniors
- Arsenal
- Banfield
- Boca Juniors
- Colón (Santa Fe)
- Estudiantes (La Plata)
- Godoy Cruz (Mendoza)
- Independiente
- Lanús
- Newell's Old Boys (Rosario)
- Olimpo (Bahía Blanca)
- Racing Club
- San Lorenzo de Almagro
- Tigre
- Vélez Sársfield
- Atlético de Rafaela - Promu de Primera B Nacional
- Unión (Santa Fe) - Promu de Primera B
- San Martín (San Juan) - Promu de Primera B Nacional
- Belgrano (Córdoba) - Promu de Primera B Nacional

## Compétition
Le barème utilisé pour établir l'ensemble des classements est le suivant :
- Victoire : 3 points
- Match nul : 1 point
- Défaite : 0 point

### Classement
| Rang | Équipe                      | Pts | J  | G  | N  | P  | Bp | Bc | Diff |
| ---- | --------------------------- | --- | -- | -- | -- | -- | -- | -- | ---- |
| 1    | Boca Juniors                | 43  | 19 | 12 | 7  | 0  | 25 | 6  | +19  |
| 2    | Racing Club                 | 31  | 19 | 7  | 10 | 2  | 16 | 8  | +8   |
| 3    | Vélez SársfieldT            | 31  | 19 | 9  | 4  | 6  | 22 | 17 | +5   |
| 4    | Belgrano (Córdoba)P         | 31  | 19 | 8  | 7  | 4  | 21 | 16 | +5   |
| 5    | Colón (Santa Fe)            | 31  | 19 | 8  | 7  | 4  | 19 | 15 | +4   |
| 6    | Lanús                       | 29  | 19 | 7  | 8  | 4  | 20 | 14 | +6   |
| 7    | Tigre                       | 27  | 19 | 7  | 6  | 6  | 22 | 19 | +3   |
| 8    | Independiente               | 27  | 19 | 7  | 6  | 6  | 18 | 17 | +1   |
| 9    | San Martín (San Juan)P      | 26  | 19 | 6  | 8  | 5  | 17 | 14 | +3   |
| 10   | Atlético de RafaelaP        | 26  | 19 | 8  | 2  | 9  | 22 | 26 | -4   |
| 11   | Unión (Santa Fe)P           | 25  | 19 | 6  | 7  | 6  | 14 | 18 | -4   |
| 12   | Godoy Cruz (Mendoza)        | 24  | 19 | 6  | 6  | 7  | 28 | 24 | +4   |
| 13   | Arsenal                     | 24  | 19 | 6  | 6  | 7  | 21 | 20 | +1   |
| 14   | Estudiantes (La Plata)      | 23  | 19 | 6  | 5  | 8  | 24 | 24 | 0    |
| 15   | Argentinos Juniors          | 22  | 19 | 5  | 7  | 7  | 18 | 24 | -6   |
| 16   | All Boys                    | 21  | 19 | 4  | 9  | 6  | 15 | 23 | -8   |
| 17   | San Lorenzo de Almagro      | 19  | 19 | 5  | 4  | 10 | 14 | 18 | -4   |
| 18   | Newell's Old Boys (Rosario) | 16  | 19 | 1  | 13 | 5  | 13 | 18 | -5   |
| 19   | Olimpo (Bahía Blanca)       | 16  | 19 | 2  | 10 | 7  | 15 | 25 | -10  |
| 20   | Banfield                    | 11  | 19 | 3  | 2  | 14 | 13 | 29 | -16  |

|  | Qualification directe pour la Copa Libertadores 2012 |
|  | T : Tenant du titre P : Club promu de Primera B      |

### Classement cumulé 2011
Un classement cumulé des tournois Clôture 2011 et Ouverture 2011 permet de déterminer les clubs qualifiés pour la Copa Libertadores et la Copa Sudamericana. Les deux meilleurs clubs du classement cumulé (plus les deux vainqueurs des tournois et le meilleur club argentin de la Copa Sudamericana 2011) se qualifient pour la Libertadores, tandis que les cinq suivants du classement (plus le vainqueur de la Copa Argentina) obtiennent leur billet pour la Sudamericana.
| Rang | Équipe                      | Pts | J  | G  | N  | P  | Bp | Bc | Diff |
| ---- | --------------------------- | --- | -- | -- | -- | -- | -- | -- | ---- |
| 1    | Boca JuniorsClo C           | 71  | 38 | 19 | 14 | 5  | 50 | 28 | +22  |
| 2    | Vélez SarsfieldOuv          | 70  | 38 | 21 | 7  | 10 | 58 | 34 | +24  |
| 3    | Lanús                       | 64  | 38 | 17 | 13 | 8  | 49 | 30 | +19  |
| 4    | Godoy Cruz (Mendoza)        | 58  | 38 | 16 | 10 | 12 | 61 | 52 | +9   |
| 5    | Independiente               | 56  | 38 | 14 | 14 | 10 | 48 | 37 | +11  |
| 6    | Racing Club                 | 54  | 38 | 14 | 12 | 12 | 41 | 34 | +7   |
| 7    | Tigre                       | 52  | 38 | 13 | 13 | 12 | 47 | 45 | +2   |
| 8    | Argentinos Juniors          | 52  | 38 | 12 | 16 | 10 | 34 | 35 | -1   |
| 9    | Colón (Santa Fe)            | 52  | 38 | 14 | 10 | 14 | 39 | 42 | -3   |
| 10   | Arsenal                     | 49  | 38 | 12 | 13 | 13 | 46 | 42 | +4   |
| 11   | Estudiantes (La Plata)      | 47  | 38 | 12 | 11 | 15 | 42 | 43 | -1   |
| 12   | Olimpo (Bahía Blanca)       | 46  | 38 | 10 | 16 | 12 | 43 | 48 | -5   |
| 13   | All Boys                    | 46  | 38 | 11 | 13 | 14 | 29 | 42 | -13  |
| 14   | San Lorenzo de Almagro      | 42  | 38 | 10 | 12 | 16 | 32 | 36 | -4   |
| 15   | Banfield                    | 38  | 38 | 10 | 8  | 20 | 37 | 52 | -15  |
| 16   | Newell's Old Boys (Rosario) | 32  | 38 | 5  | 17 | 16 | 29 | 50 | -21  |
| 17   | Belgrano (Córdoba)P         | 31  | 19 | 8  | 7  | 4  | 21 | 16 | +5   |
| 18   | San Martín (San Juan)P      | 26  | 19 | 6  | 8  | 5  | 17 | 14 | +3   |
| 19   | Atlético de RafaelaP        | 26  | 19 | 8  | 2  | 9  | 22 | 26 | -4   |
| 20   | Unión (Santa Fe)P           | 25  | 19 | 6  | 7  | 6  | 14 | 18 | -4   |

|  | Qualification pour la Copa Libertadores 2012 |
|  | Qualification pour la Copa Libertadores 2012 (meilleur club argentin de la Sudamericana 2011)                                                         |
|  | Qualification pour la Copa Sudamericana 2012 |
|  | Ouv : Vainqueur du tournoi d'Ouverture 2011 Clo : Vainqueur du tournoi de Clôture 2011 C : Vainqueur de la Copa Argentina P : Club promu de Primera B |

- Grâce à son doublé Tournoi de Clôture-Copa Argentina, Boca Juniors se qualifie à la fois pour la Copa Libertadores 2012 et la Copa Sudamericana 2012.

## Bilan de la saison
| Championnat d'Argentine de football 2011 |                                                                                  |
| Champion                                 | Boca Juniors (30e titre)                                                         |
| Coupes et trophées                       |                                                                                  |
| Vainqueur de la Coupe d'Argentine 2011   | Boca Juniors                                                                     |
| Qualifications continentales             |                                                                                  |
| Copa Libertadores 2012                   | Boca Juniors Lanús Godoy Cruz (Mendoza) Vélez Sarsfield Arsenal                  |
| Copa Sudamericana 2012                   | Independiente Racing Club Tigre Argentinos Juniors Colón (Santa Fe) Boca Juniors |
| Promotions et relégations                |                                                                                  |
| Promus en Primera Division               | Aucun                                                                            |
| Relégués en Primera B Nacional           | Aucun                                                                            |